# Stade pessacais Union Club
Le Stade pessacais Union Club (SPUC) est un club omnisports français basé à Pessac.
Le club est fondé en 1950 par fusion du Racing club pessacais et de l'Union sportive pessacaise, et possède à sa création une section roller et une section basket-ball. Différents sports intègrent le SPUC par la suite : le judo en 1951, le tennis en 1952, la lutte et la gymnastique en 1954, le handball en 1963, la natation et la plongée sous-marine en 1964, le hockey sur gazon en 1966, l'escrime en 1967, la boxe française et la boxe anglaise en 1969. Il existe également une section football.
Sa section phare a été la section handball ; les handballeuses sont sacrées championnes de France en 1972 pour leur première saison dans l'élite. Elles seront également demi-finalistes en 1974. Depuis la saison 2012-2013, elle évolue en Nationale 1 (D3). Chez les hommes, la section remporte les barrages d'accession en 1981 face au club historique du Paris UC mais est relégué dès sa  première saison dans l'élite.